# Krasnyj Jar (Oblast' di Samara)
Krasnyj Jar (in russo Красный Яр?) è un villaggio dell'oblast' di Samara in Russia; è il centro amministrativo del distretto Krasnojarskij.
Si trova alla confluenza del fiume Kondurča nel Sok, a nord-est del capoluogo della oblast', Samara. La strada M5 «Ural» passa vicino al villaggio.